# 東丘
東丘（日语：／ Higashigaoka */?）是東京都目黑區的町名。現行行政地名為東丘一丁目與東丘二丁目。2013年7月的人口有7,077人。面積0.56平方公里。郵遞區號為152-0021。

## 地理
位於目黑區西部。西鄰世田谷區駒澤公園與駒澤（駒澤奧林匹克公園），北接世田谷區下馬，東連柿之木坂，南通八雲。

## 歷史
古時屬荏原郡衾村字東根一部分，後為碑衾村大字衾字東大原、東上芳窪。昭和7年為目黑區芳窪町、大原町。1964年實施住居表示，成立東丘。

### 地名由來
1964年實施住居表示時，因此地多用「東」字而提出「東根」、「東丘」等候選地名，後決議以「東丘」作為新町名。

## 交通
町域內沒有鐵路車站，可利用鄰近的東急田園都市線駒澤大學站，東急東橫線都立大學站。此外，還可利用來自澀谷站與田園調布站的路線巴士。主要幹道有西部的自由通，南部的駒澤通。

## 設施
- 駒澤奧林匹克公園 - 一部分在町域內。
- 國立醫院機構東京醫療中心
- 目黑區立東根小學校
- 加彭大使館
- 東根公園
- 東丘看護助產學校

## 備註
1. ↑  .   [2013-08-06]. （原始内容存档于2020-05-03）.
2. ↑  東京都総務局統計部人口統計課　編集・発行「東京都區市町村町丁別報告」平成17年国勢調査分，平成22年3月発行，P.260
3. ↑  目黒の地名　東が丘（ひがしがおか） 的存檔，存档日期2011-07-17.